# Niàixino
Niàixino (en rus: Няшино) és un poble de l'óblast de Tiumén, a Rússia, que en el cens del 2010 tenia 74 habitants.